# آئروسپاسیال اس‌آ ۳۲۱ سوپر فرلون
آئروسپاسیال اس‌آ ۳۲۱ سوپر فرلون (به فرانسوی: Aérospatiale SA 321 Super Frelon)  یک بالگرد سه‌موتورهٔ ترابری سنگین‌وزن فرانسوی است که در ابتدا در سال ۱۹۶۲ به پرواز درآمد و در سال ۱۹۶۶ به‌طور رسمی وارد خدمت نیروی دریایی فرانسه شد. این بالگرد در مدل‌های مختلفی از جمله ضدزیردریایی و ضد کشتی طراحی و ساخته شد و به یکی از ابزارهای مهم در عملیات‌های دریایی و نظامی کشورهای مختلف تبدیل گردید. سوپر فرلون توسط نیروهای مسلح کشورهای ایران، عراق، آفریقای جنوبی، سوریه، لیبی، اسرائیل و جمهوری خلق چین خریداری شد و در نبردهایی چون جنگ شش‌روزه، جنگ یوم کیپور، جنگ داخلی لبنان، جنگ ایران و عراق، جنگ خلیج فارس ۱۹۹۱ و جنگ مرزی آفریقای جنوبی و آنگولا مورد استفاده قرار گرفت.
آئروسپاسیال سوپر فرلون ابتدا در شرکت هوانوردی سود طراحی شد که بعدها با ادغام در شرکت نورد، شرکت آئروسپاسیال را بنیان نهاد. طراحی این بالگرد بر مبنای مدل قبلی این شرکت، یعنی SNCASE SE.3200 Frelon آغاز گردید. برای تقویت ویژگی‌های این بالگرد، قراردادی با شرکت آمریکایی سیکورسکی به منظور طراحی یک پروانه اصلی شش‌پره و پروانهٔ دم پنج‌پره و همچنین قراردادی با شرکت ایتالیایی فیات برای طراحی سامانه انتقال قدرت جدید بسته شد.
ویژگی‌های فنی و طراحی سوپر فرلون، به ویژه ساختار سه‌موتوره آن، از جمله دلایل اصلی موفقیت این بالگرد در مأموریت‌های سنگین و پیچیده است. قدرت سه موتور این بالگرد توانایی حمل بارهای سنگین و انجام عملیات در شرایط جوی و محیطی دشوار را برای آن فراهم کرده است. این ویژگی‌ها موجب می‌شود که سوپر فرلون به‌ویژه برای عملیات‌های دریایی و نظامی که نیازمند توانایی حمل‌ونقل سنگین و سرعت بالا هستند، ایده‌آل باشد.
مدل‌های ضدزیردریایی و ضدکشتی سوپر فرلون معمولاً به رادار ناوبری و جستجوی سطحی ORB-42، دستگاه سونار عمقی، طناب نجات ۵۰ متری، دوربین دید در شب و علامت‌گذار لیزری مجهز می‌شوند و قابلیت سوخت‌گیری هوایی  نیز دارند. این بالگردها همچنین به توپ مسلسل ۲۰ میلی‌متری و چهار اژدر برای ماموریت‌های ضد زیردریایی یا دو موشک اگزوسه برای ماموریت‌های ضدکشتی مسلح هستند، که آن‌ها را به یک ابزار چندمنظوره و مؤثر در عملیات‌های نظامی مختلف تبدیل می‌کند.
در سال‌های ۱۹۷۷ تا ۱۹۷۸، جمهوری خلق چین سیزده فروند از این بالگرد را در دو مدل ضدزیردریایی و جستجو و نجات خریداری کرد و از دهه ۱۹۹۰ تولید داخلی آن را با نام زد-۸ آغاز نمود. این بالگردها همچنان در نیروی هوادریای چین فعال هستند و علاوه بر ماموریت‌های ضدزیردریایی و جستجو و نجات، برای حمل‌ونقل تدارکات و انتقال تفنگداران دریایی از کشتی به ساحل نیز استفاده می‌شوند. چینی‌ها همچنین یک مدل غیرنظامی از سوپر فرلون با نام اویکوپتر آسی۳۱۳ طراحی کرده‌اند که قادر به حمل ۲۷ مسافر یا ۱۳.۸ تن بار است و برای مصارف تجاری و خدماتی مورد استفاده قرار می‌گیرد.
آئروسپاسیال سوپر فرلون، با طراحی منحصربه‌فرد و قابلیت‌های گسترده‌ای که دارد، در طول دهه‌ها، یکی از بالگردهای برجسته در ناوگان هوانوردی دریایی و نظامی کشورهای مختلف بوده است. باوجود این که با گذشت زمان برخی از مدل‌های جدیدتر به‌ویژه در زمینه فناوری‌های پیشرفته‌تر وارد عرصه شدند، اما سوپر فرلون همچنان به عنوان یک بالگرد قابل‌اعتماد و با ویژگی‌های خاص خود در عملیات‌های ویژه و نظامی نقش‌آفرینی کرده است.

## کاربران

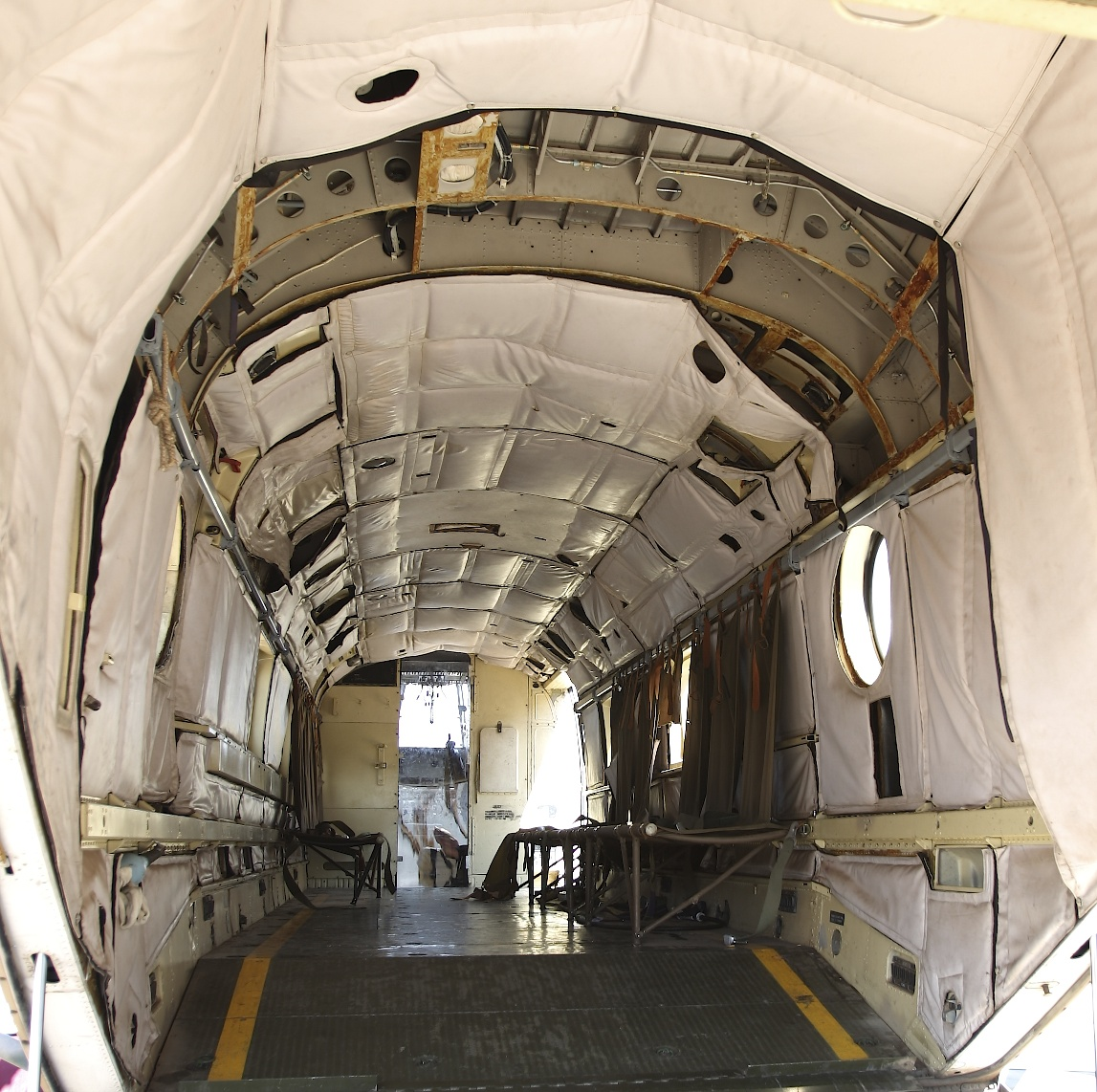
فضای داخلی سوپر فرلون

چین
- نیروی هوایی ارتش آزادیبخش خلق[۲]
- نیروی هوادریای ارتش آزادیبخش خلق[۲]

### کاربران سابق
فرانسه
- نیروی هوادریای فرانسه [۳][۴]

 یونان
- خطوط هوایی المپیک[۵][۶]

 عراق
- نیروی هوایی ارتش عراق [۷]

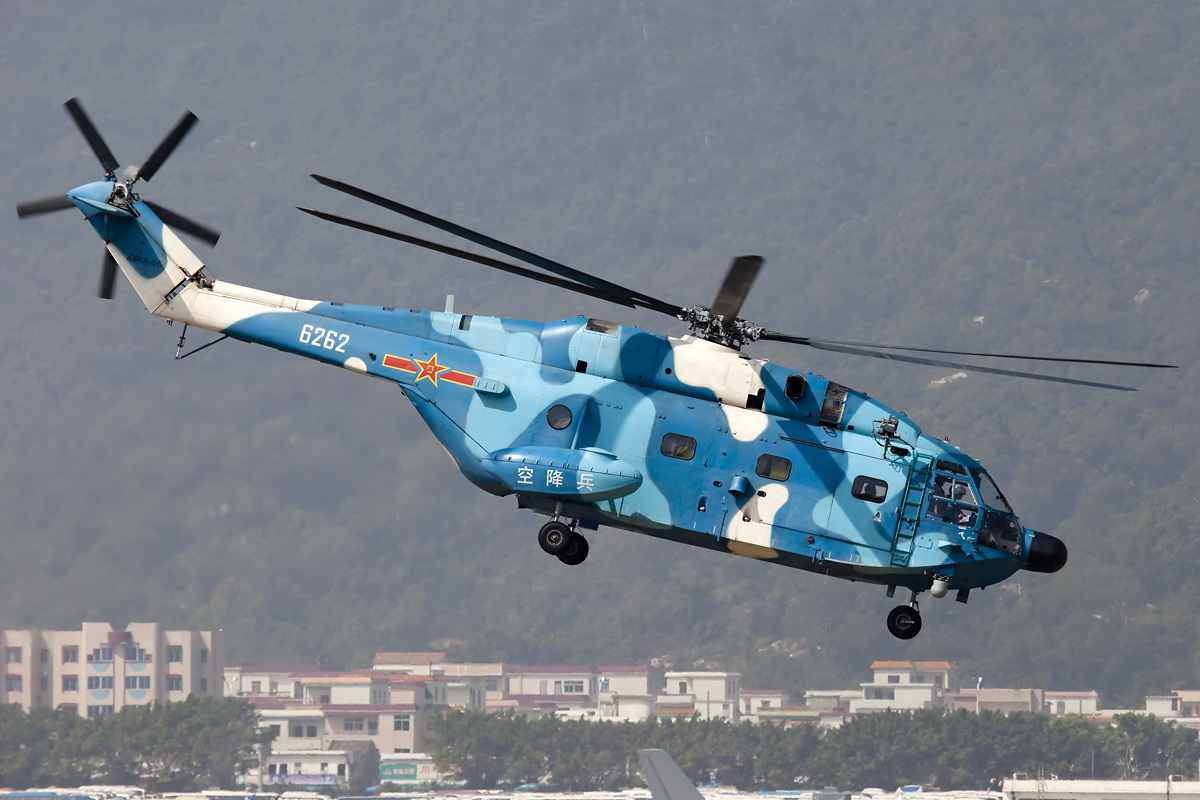
یک فروند زد-۸ در چین

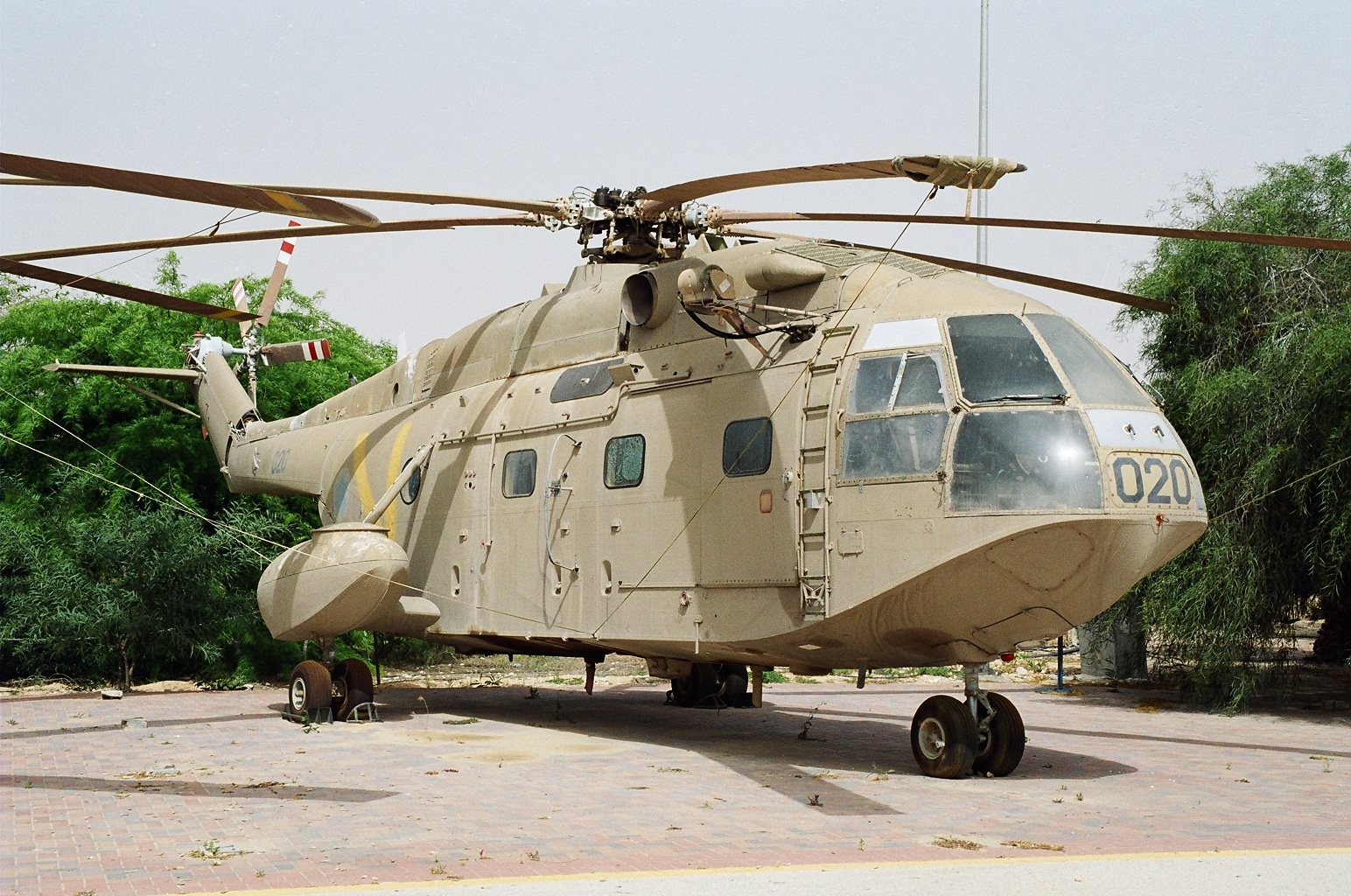
یک سوپر فرلون در موزه نیروی هوایی اسرائیل

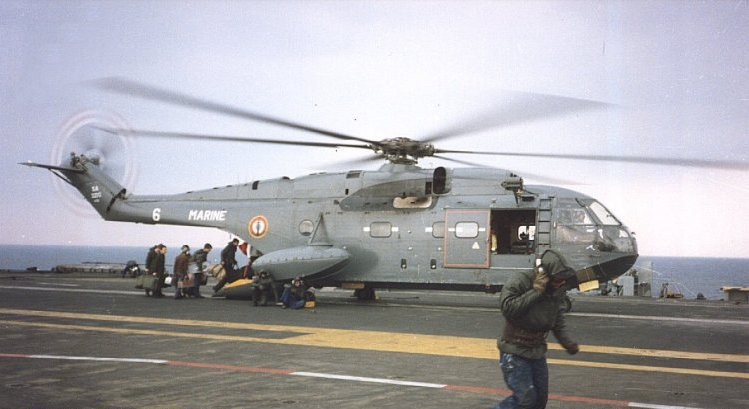
یک سوپر فرلون بر روی عرشه ناو هواپیمابر کلمانسو

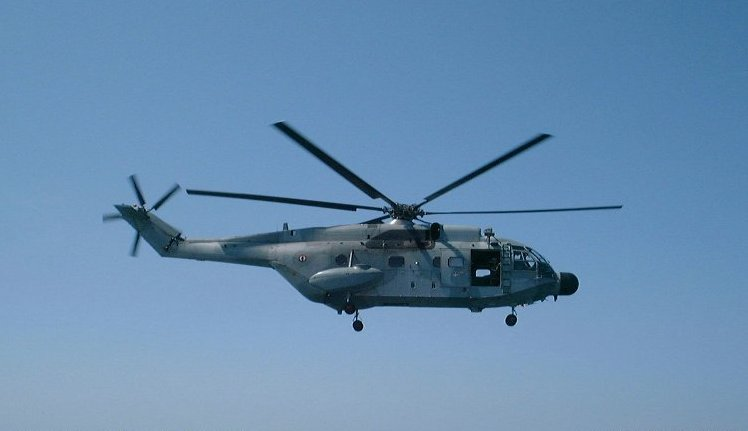
یک سوپر فرلون نیروی دریایی فرانسه

عراق در طول جنگ با ایران و عراق به‌طور گسترده‌ای از سوپر فرلون‌های مسلح به موشک اگزوسه  خود برای حمله به کشتی‌های ایرانی استفاده کرد. این بالگردها به دلیل توانایی‌های ویژه خود در حمله به اهداف دریایی، یکی از ابزارهای مؤثر در جنگ‌های دریایی این دوره بودند. در یکی از حملات برجسته، یک ناوچه سبک کلاس بایندر متعلق به نیروی دریایی ایران هدف قرار گرفت و در نتیجه این حمله، ناوچه غرق شد و بسیاری از سرنشینان آن جان خود را از دست دادند.
 ایران
- نیروی هوایی ارتش ایران ۱۶ فروند به موجب قراردادی در سال ۱۹۶۶ خریداری شد.[۸]

 اسرائیل
- نیروی هوایی ارتش اسرائیل [۹][۱۰]

اسرائیل در سال ۱۹۶۵ ۱۲ فروند بالگرد سوپر فرلون را سفارش داد تا قابلیت‌های ترابری سنگین را برای نیروی هوایی خود تأمین کند. از این تعداد، چهار فروند تا پیش از آغاز جنگ شش‌روزه به اسرائیل تحویل داده شد و در مجموع ۴۱ سورتی پرواز عملیاتی انجام دادند. پس از پایان جنگ یوم کیپور، اسرائیلی‌ها اقدام به تعویض موتورهای این بالگردها با موتورهای آمریکایی جنرال الکتریک T58-GE-T5D کردند تا عملکرد بالگردها را بهینه‌سازی کنند. این هلیکوپترها در نهایت در سال ۱۹۹۱ از خدمت نظامی اسرائیل بازنشسته شدند.
 لیبی
- نیروی هوایی ارتش لیبی [۱۱]
- نیروی دریایی ارتش لیبی [۱۲]

شش فروند از مدل مجهز به رادار سا-۳۲۱ژام و هشت فروند از مدل ترابری/جستجو و نجات سا۳۲۱ام در سال‌های ۱۹۸۰ و ۸۱ به لیبی تحویل داده شد.
 آفریقای جنوبی
- نیروی هوایی ارتش آفریقای جنوبی

نیروی هوایی آفریقای جنوبی ۱۶ فروند را خریداری کرده و از آن در نبردهای مرزی آفریقای جنوبی در آنگولا و عملیات‌های ضد شورش بهره برد. فرلون‌ها در سال ۱۹۹۰ کنار گذاشته و با بالگردهای اوریکس و پوما جایگزین شدند. آفریقای جنوبی متوجه شده بود که فرلون‌ها عملکرد خوبی در ارتفاع سطح دریا دارند اما پوما در مناطق مرتفع و خشک عملکرد بهتری دارد.
 سوریه
سوریه ۲۱ فروند از این بالگرد را خریداری کرد. اما به نظر می‌رسد اصلاً از آن استفاده نکرده و احتمالاً آن‌ها را به لیبی منتقل کرده‌است.

## مشخصات
مشخصات عملکردی
- خدمه: پنج نفر
- ظرفیت: ۲۷ سرباز یا ۱۵ مجروح درازکش
- سقف پرواز خدمتی: ۳۱۵۰ متر
- حداکثر نرخ صعود: ۶٫۷ متر بر ثانیه
- حداکثر سرعت: ۲۴۹ کیلومتر بر ساعت
- برد عملیاتی:۱۰۲۰ کیلومتر
- مداومت پروازی: ۴ ساعت

مشخصات فنی
- طول: ۲۳٫۳ متر
- عرض: ۲٫۷۸ متر
- ارتفاع: ۶٫۶۶ متر
- قطر پروانه اصلی بالگرد: ۱۸٫۹ متر
- وزن خالی: ۶٫۸۶۳ کیلوگرم
- حداکثر وزن برخاست: ۱۳ تن
- موتور: ۳ موتور توربوشفت Turboméca Turmo IIIC هریک به قدرت ۱۱۷۱ کیلووات (۱۵۷۰ اسب بخار)

جنگ‌افزارها
- تیربار ۲۰ میلی‌متری
- ۴ اژدر (برای ماموریت‌های ضد زیردریایی)

یا
- ۲ موشک کروز ضدکشتی اگزوسه (برای ماموریت‌های ضد کشتی)